# إيونانتيورنيس
إيونانتيورنيس (بالإنجليزية: Eoenantiornis) هو جنس منقرض من الطيور ينتمي إلى مجموعة إنانتيورنثيس، عاش خلال الطباشيري المبكر قبل حوالي 120 مليون سنة.

## الاكتشاف والتسمية
تم وصف الجنس والنوع الوحيد المعروف منه، Eoenantiornis buhleri، في عام 1999 بناءً على أحفورة شبه مكتملة عُثر عليها في تكوين ييكسيايانغ في مقاطعة لياونينغ بالصين. يُعتبر هذا الاكتشاف من أقدم أعضاء مجموعة إنانتيورنثيس المعروفة حتى اليوم.

## الخصائص
يمتاز إيونانتيورنيس بمجموعة من الخصائص التي تجمع بين السمات البدائية والمتقدمة:
- عظام جناح قوية مع مخالب على الأجنحة.
- منقار غير مسنن. - هيكل عظمي يُظهر القدرة على الطيران، مما يجعله مشابهًا من حيث الشكل للطيور الحديثة، رغم الاختلافات التطورية.

## مجموعة إنانتيورنثيس
تنتمي إيونانتيورنيس إلى مجموعة إنانتيورنثيس، وهي سلالة من الطيور المنقرضة التي عاشت خلال العصر الطباشيري وظهرت في مختلف أنحاء العالم. خصائص هذه المجموعة:
- تختلف عن الطيور الحديثة في تشريح الكتف وطريقة اتصال العظام.
- معظم الأنواع كان لها أسنان في الفك ومنقار جزئي التطور.
- احتلت تنوعًا بيئيًا واسعًا، من الغابات إلى البيئات الساحلية.
- انقرضت في نهاية العصر الطباشيري خلال حدث انقراض الكويكب، مع الديناصورات غير الطيرية.

## الأهمية العلمية
يمثل إيونانتيورنيس اكتشافًا مهمًا لفهم تطور الطيور المبكرة، حيث يُقدم أدلة على التنوع الكبير للطيور خلال العصر الطباشيري في شرق آسيا، كما يساعد العلماء في رسم شجرة التطور بين الطيور القديمة والحديثة.

## الشجرة التطورية
في الشجرة التطورية للطيور، يحتل إيونانتيورنيس موقعًا متقدمًا بين:
- الطيور البدائية مثل أركيوبتركس.
- الطيور الحديثة (Neornithes)، لكنه لا يُعتبر سلفًا مباشرًا لها، بل ينتمي إلى فرع جانبي انقرض كليًا. هذا يجعله مثالًا على التنوع التطوري للطيور القديمة قبل وصول السلالات الحديثة.